# Valprionde
Valprionde är en kommun i departementet Lot i regionen Occitanien i södra Frankrike. Kommunen ligger i kantonen Montcuq som tillhör arrondissementet Cahors. År 2018 hade Valprionde 126 invånare.

## Befolkningsutveckling
Antalet invånare i kommunen Valprionde
| Referens: INSEE |